# Mikhail Dmitrievitch Prokhorov
Mikhail Dmitrievitch Prokhorov (tiếng Nga: Михаил Дмитриевич Прохоров; sinh ngày 03 tháng năm 1965) là một doanh nhân tỷ phú Nga và chủ sở hữu của đội bóng rổ Mỹ, Jersey Nets. Sau khi tốt nghiệp từ Học viện Tài chính Moskva, ông đã làm nên tên tuổi trong lĩnh vực tài chính và tiếp tục trở thành một trong những nhà công nghiệp hàng đầu của Nga trong lĩnh vực kim loại quý. Trong khi ông đang điều hành Norilsk Nickel, công ty trở thành nhà sản xuất nickel và palladium lớn nhất thế giới. Ông là cựu chủ tịch của Polyus Gold, nhà sản xuất vàng lớn nhất của Nga, và cựu Chủ tịch Tập đoàn ONEXIM. Ông từ chức cả hai vị trí khi ông bước vào chính trị vào tháng 6 năm 2011.
Sau khi đầu tư 17 tỷ USD để thành lập một tổ hợp phát triển công nghệ nano (2007), đến nay ông Mikhail Prokhorov đã trở thành chủ nhân trong lĩnh vực phát triển sản xuất những sản phẩm dùng cho ngành công nghiệp năng lượng và dược phẩm. Ngoài việc đứng đầu Tập đoàn Norilsk Nickel, tỷ phú Mikhail Prokhorov còn có nguồn thu từ Tập đoàn Polyus Gold lớn nhất hiện nay ở Nga. Ông là người khá nổi tiếng tại các câu lạc bộ thể thao bởi tài chơi bóng rổ, bóng đá và hockey và việc cặp kè với những phụ nữ xinh đẹp, nổi tiếng. Trong tháng 12 năm 2011, Prokhorov tiến sâu hơn vào chính trường Nga với việc tuyên bố rằng ông sẽ chạy đua như là một ứng cử viên độc lập trong cuộc bầu cử tổng thống năm 2012. Thủ tướng Nga và cựu Tổng thống Vladimir Putin được dân chúng yêu thích trong cuộc đua tại thời điểm Prokhorov công bố. Ông là người đàn ông thứ ba giàu nhất từ Nga và 32 người giàu nhất trên thế giới theo danh sách Forbes năm 2011 với tài sản ước tính 18 tỷ USD.